# Gem
Gem (ang. game, fr. un jeu) – najmniejsza część rozgrywki w meczu tenisa ziemnego, część seta.

## Punktacja tenisowa
Za wygranie pojedynczej wymiany w tenisie przyznawane są punkty. Poprzez zebranie określonej ilości zdobywa się gema. Gemy natomiast są składowymi setów, a osiągnięcie dwóch lub trzech setów oznacza zwycięstwo. Pierwszy punkt w gemie liczony jest jako 15, drugi jako 30, kolejny – 40. Czwarty zdobyty punkt daje zwycięstwo w gemie pod warunkiem, że przeciwnik uzbierał nie więcej niż dwa punkty. Gdy obaj tenisiści wygrali trzy wymiany, następuje stan równowagi (ang. deuce), oznaczany na tablicy wyników jako 40:40. Od chwili osiągnięcia tego wyniku do zakończenia gema przez któregoś z zawodników potrzebne jest dwupunktowe prowadzenie nad przeciwnikiem. Jednopunktowe prowadzenie, czyli wynik Ad:40 lub 40:Ad (najpierw podaje się stan serwującego) określane jest jako przewaga (ang. advantage).
Przy stanie 40:0, zawodnik podający ma trzy piłki na gema (ang. game points). Przy wyniku 40:15 liczba piłek gemowych zmniejsza się do dwóch, a przy stanie 40:30 i Ad:40 jest to już jedna piłka gemowa. Przy wynikach 0:40, 15:40, 30:40 i 40:Ad odbierający ma kolejno trzy, dwie i jedną piłkę na przełamanie (ang. break point).

## Zakończenie seta
Sześć zdobytych gemów daje zwycięstwo w secie pod warunkiem, że przeciwnik zwyciężył w nie więcej niż czterech gemach. Jeśli nastąpi stan remisu przy wyniku 5:5 w gemach, to gra toczy się do dwóch gemów przewagi (możliwe zakończenie przy stanie 7:5 lub 5:7). Jeśli nastąpi sytuacja remisu 6:6 w gemach, to rozgrywany jest tie-break, czyli specjalny gem, w którym gra toczy się do siedmiu punktów. By zakończyć tie-breaka i w konsekwencji seta, zawodnik musi posiadać dwupunktową przewagę.
W tie-breaku jako pierwszy serwuje zawodnik, który jako pierwszy serwował w secie, a następnie dwukrotnie podaje jego przeciwnik. Później na zmianę każdy z zawodników ma dwa serwisy do dyspozycji. Zmiana stron kortu tenisowego następuje co sześć rozegranych punktów, a także po zakończeniu tie-breaka.
Tie-break nie jest rozgrywany w decydującym, trzecim u kobiet i piątym u mężczyzn secie w wielkoszlemowych turniejach prócz US Open, a także w rozgrywkach męskiego Pucharu Davisa i kobiecego Pucharu Federacji. W powyższych turniejach do zakończenia spotkania potrzebne jest osiągnięcie dwugemowego prowadzenia w decydującym secie. Do 1968 roku, a więc do wprowadzenia ery open, każdy set rozgrywany był na takich zasadach. Wprowadzenie tie-breaka miało skrócić czas trwania meczu.
Specjalnym rodzajem tie-breaka jest super tie-break, rozgrywany w zawodach gry podwójnej i gry mieszanej. Rywalizacja trwa w nim do dziesięciu zdobytych punktów z zachowaniem dwóch przewagi. Grany jest w ostatnim, trzecim gemie spotkania. W mikście ma miejsce we wszystkich turniejach, a w deblu wyłączając zawody Wielkiego Szlema i turnieje drużynowe.

## Zakończenie meczu
Wszystkie turnieje z udziałem kobiet (ITF Women's Circuit, WTA Challenger Tour, WTA International Series, WTA Premier Series – w tym WTA Premier, WTA Premier 5, WTA Premier Mandatory) i mężczyzn (ITF Men's Circuit, ATP Challenger Tour, ATP World Tour 250, ATP World Tour 500, ATP World Tour Masters 1000) rozgrywane są do dwóch wygranych setów. Wyjątkami u mężczyzn w grze pojedynczej są wszystkie turnieje wielkoszlemowe oraz zawody Pucharu Davisa, w których tenisiści grają do trzech wygranych setów. W grze podwójnej mężczyzn do trzech setów rywalizuje się tylko w wielkoszlemowym Wimbledonie. Ostatnim oficjalnym meczem w rozgrywkach kobiet, w którym rywalizowano do trzech wygranych setów, był finał Chase Championships w 1998 roku.

## Zmiana stron i przerwy
Zmiana stron kortu przez tenisistów następuje po każdym nieparzystym gemie w secie, a także po zakończeniu seta, prócz sytuacji, jeśli liczba gemów w poprzednim secie była nieparzysta.
Po każdym nieparzystym gemie, wyłączając pierwszego, następuje przerwa trwająca maksymalnie półtorej minuty. Przerwa po zakończeniu seta trwa nie dłużej niż dwie minuty.